# 2218 Wotho
2218 Wotho је астероид главног астероидног појаса. Приближан пречник астероида је 29,49 ,
а средња удаљеност астероида од Сунца износи 3,042 астрономских јединица (АЈ).
Инклинација (нагиб) орбите у односу на раван еклиптике је 14,955 степени, а орбитални период износи 1938,168 дана (5,306 година). Ексцентрицитет орбите астероида износи 0,165.
Апсолутна магнитуда астероида износи 11,20 а геометријски албедо 0,067.
Астероид је откривен 10. јануара 1975. године.